# The Patriot (filme de 1928)
The Patriot (Brasil Alta Traição) é um filme norte-americano de 1928, do gênero drama, dirigido por Ernst Lubitsch  e estrelado por Emil Jannings e Florence Vidor.

## Produção
The Patriot marca o início da longa parceria entre a Paramount Pictures e o diretor Ernst Lubitsch, que já havia dado um sucesso ao estúdio quatro anos antes -- Forbidden Paradise, com Pola Negri. O filme foi rodado sem qualquer tipo de som, mas depois recebeu acréscimos de música sincronizada, efeitos sonoros e até algum diálogo.
Último filme mudo de Lubitsch, The Patriot é diferente da maioria das películas hollywoodianas do diretor, pois, ao invés da alegria picante que caracteriza suas obras, ele agora oferece um misto de loucura, conspiração e luta pelo poder.
A produção foi premiada com cinco indicações ao Oscar, inclusive a de melhor filme, tendo recebido a estatueta referente ao melhor roteiro adaptado. A atuação contida de Lewis Stone, no papel do Conde Pahlen -- em contraste com a exuberância do Czar Paulo I de Emil Jannings -- valeu-lhe a indicação na categoria de melhor ator. Valeu-lhe também um contrato de 25 anos com a MGM.
Além do reconhecimento da Academia, o filme foi eleito um dos melhores do ano pelo Film Daily e figurou entre os dez primeiros na lista de melhores do New York Times.
Segundo o crítico e escritor Ken Wlaschin, The Patriot é um dos dez principais filmes da carreira de Jannings.

## Sinopse
O Conde Pahlen é amigo e confidente do Czar Paulo I, na Rússia do século XIX. Apesar de leal ao governante, ele não pode deixar de perceber os arroubos totalitários do amigo e a pobreza da população. Enquanto isso, uma conspiração é tramada pela Mademoiselle Lapoukhine, amante do czar, e pelo guarda Stefan. Ao se envolver com os golpistas, o Conde Pahlen tem de decidir-se entre a amizade e o patriotismo.

## Premiações
| Prêmio | Categoria                                                                                             | Situação                   |
| ------ | --- | -------------------------- |
| Oscar  | Melhor Filme Melhor Ator (Lewis Stone) Melhor Diretor Melhor Roteiro Adaptado Melhor Direcção de Arte | Indicado Vencedor Indicado |

## Elenco
| Ator/Atriz     | Personagem                  |
| -------------- | --------------------------- |
| Emil Jannings  | Czar Paulo I                |
| Florence Vidor | Condessa Ostermann          |
| Lewis Stone    | Conde Pahlen                |
| Vera Voronina  | Mademoiselle Lapoukhine     |
| Neil Hamilton  | Príncipe Herdeiro Alexander |
| Harry Cording  | Stefan                      |